# Anita Morris

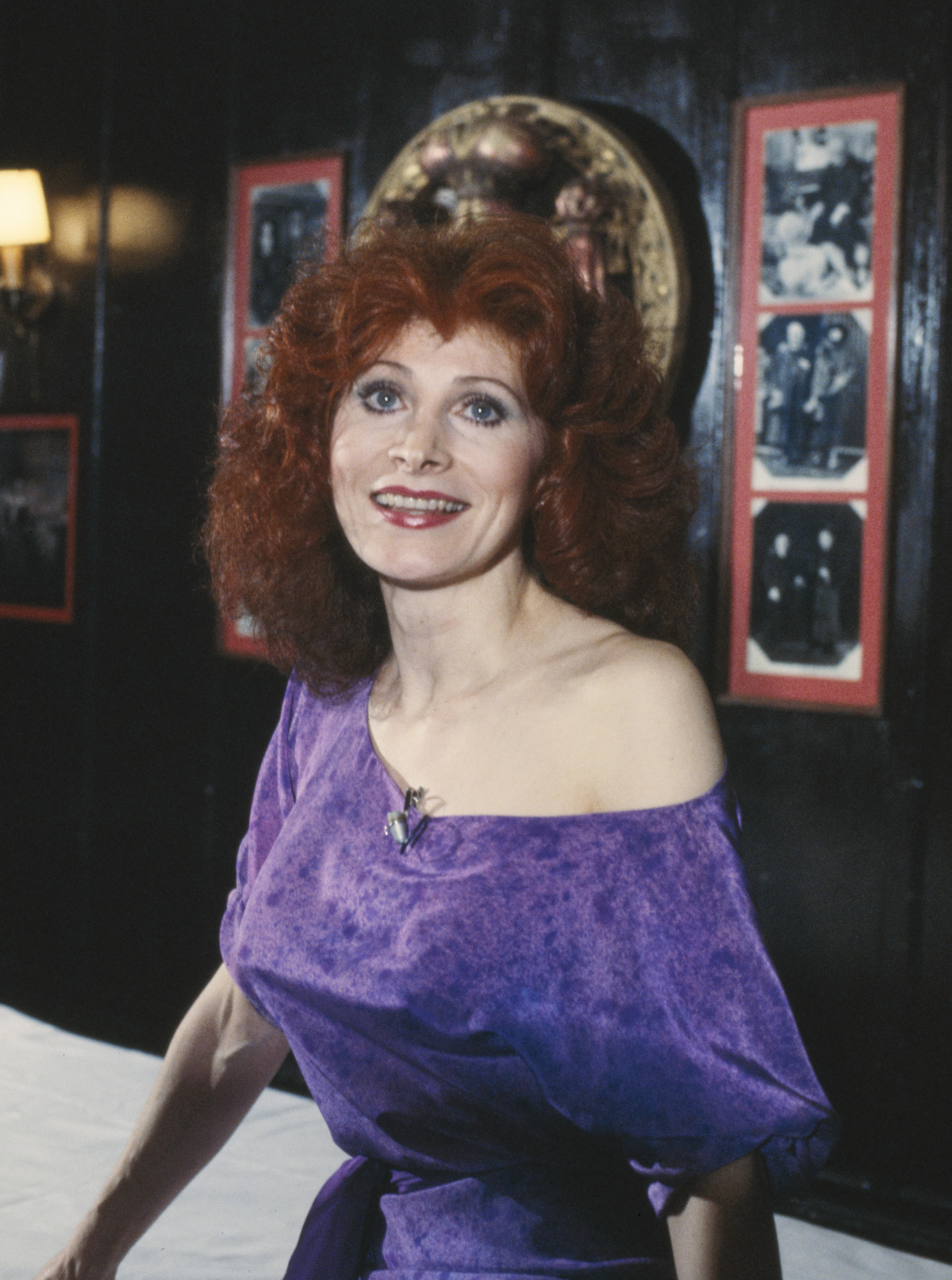
Anita Morris, 1982

Anita Morris (* 14. März 1943 in Durham, North Carolina; † 2. März 1994 in Los Angeles, Kalifornien) war eine US-amerikanische Schauspielerin.

## Leben und Leistungen
Morris debütierte am American Mime Theatre; ihre erste Broadway-Rolle spielte sie im Musical Jesus Christ Superstar. Im Jahr 1982 wurde sie für ihre Rolle im Musical Nine für den Tony Award nominiert. Sie sollte während der Verleihung eine Szene aus dem Stück vorführen, was ihr jedoch wegen ihrer Bekleidung untersagt wurde.
Ihre erste Filmrolle spielte Morris in der Komödie The Broad Coalition aus dem Jahr 1972. Im Filmdrama Maria's Lovers (1984) spielte sie an der Seite von Nastassja Kinski eine der größeren Rollen. Ebenfalls im Jahre 1984 spielte sie im Musik-Video der Rolling Stones „She Was Hot“. In der Komödie Kleine Millionärin in Not (1993) verkörperte sie die Stiefmutter von Heather Lofton (Jennifer Love Hewitt).
Morris heiratete 1973 den Tänzer und Choreografen Grover Dale, mit dem sie bis zu ihrem Tod verheiratet blieb. 1980 wurde bei ihr ein Ovarialkarzinom diagnostiziert, an dessen Folgen sie am 2. März 1994 starb. Das Paar hat einen gemeinsamen Sohn, den Schauspieler James Badge Dale.

## Filmografie (Auswahl)
- 1972: The Broad Coalition
- 1975: The Happy Hooker
- 1981: Der ausgeflippte Professor (So Fine)
- 1984: Hotel New Hampshire (The Hotel New Hampshire)
- 1984: Maria’s Lovers
- 1986: Coup mit alten Meistern (A Masterpiece of Murder, Fernsehfilm)
- 1986: Absolute Beginners – Junge Helden (Absolute Beginners)
- 1986: Die unglaubliche Entführung der verrückten Mrs. Stone (Ruthless People)
- 1987: Cheers (Fernsehserie, Folge 5x19)
- 1987: Aria
- 1987: Miami Vice (Fernsehserie, Folge 4x02)
- 1987: Down and Out in Beverly Hills (Fernsehserie, 13 Folgen)
- 1988: Endlich wieder 18 (18 Again!)
- 1989: Mord ist ihr Hobby (Murder, She Wrote, Fernsehserie, Folge 5x11)
- 1989: Bluthunde am Broadway (Bloodhounds of Broadway)
- 1989, 1992: Matlock (Fernsehserie, 2 Folgen)
- 1991: Geschichten aus der Gruft (Tales from the Crypt, Fernsehserie, Folge 3x13)
- 1991: Moon over Miami – Ein mörderischer Trip (Off and Running)
- 1992: Melrose Place (Fernsehserie, Folge 1x10)
- 1993: Kleine Millionärin in Not (Little Miss Millions)
- 1993: Mein Freund, der Entführer (Me and the Kid)
- 1994: Radioland Murders – Wahnsinn auf Sendung (Radioland Murders)